# Proyecto Amad
El Proyecto Amad es un proyecto científico iraní encubierto y supuestamente en curso destinado a desarrollar una ojiva nuclear en funcionamiento. El 30 de abril de 2018, el proyecto fue revelado por Israel. El presidente de Estados Unidos, Donald Trump, dijo que sería un factor a la hora de decidir retirarse del acuerdo con Irán.

## Literatura
- Michele Gaietta. The Trajectory of Iran's Nuclear Program. — Springer, 2016. — P. 141. — 284 p. — ISBN 9781137508256.
- Anthony H. Cordesman, Bryan Gold. The Gulf Military Balance: The Missile and Nuclear Dimensions. — Rowman & Littlefield, 2014. — P. 95. — 277 p. — ISBN 9781442227941.
- Jane's International Defense Review: IDR. — Jane's Information Group, 2008. — Vol. 41. — P. 33. — 460 p.
- Farhad Rezaei. Iran’s Nuclear Program: A Study in Proliferation and Rollback. — Springer, 2017. — P. 181. — 276 p. — ISBN 9783319441207.
- Joseph F. Pilat, Nathan E. Busch. Routledge Handbook of Nuclear Proliferation and Policy. — Routledge, 2015. — P. 48-49. — 546 p. — ISBN 9781136012488.

- Datos: Q97219988